# Phyllonorycter alpina
Phyllonorycter alpina är en fjärilsart som först beskrevs av Frey 1856.  Phyllonorycter alpina ingår i släktet guldmalar, och familjen styltmalar.
Artens utbredningsområde är:
- Österrike.
- Tjeckien.
- Frankrike.
- Tyskland.
- Ungern.
- Italien.
- Rumänien.
- Schweiz.
- Ukraina.

Inga underarter finns listade i Catalogue of Life.